# حوزه انتخابیه سوم ویرجینیای غربی
حوزه انتخابیه سوم ویرجینیای غربی یک حوزه انتخابیه مجلس نمایندگان آمریکا است که در ایالت ویرجینیای غربی قرار دارد.